# X Pavonis
X Pavonis (X Pav / HD 191171 / HIP 99512) es una estrella variable en la constelación austral de Pavo.
De magnitud aparente media +7,37, se encuentra a 880 años luz de distancia del sistema solar.
X Pavonis es una gigante roja de tipo espectral M8III, catalogada también como M6/M7III.
Su temperatura efectiva es de sólo 2046 K y brilla con una luminosidad 5849 veces superior a la luminosidad solar.
De gran tamaño, tiene un radio 608 veces más grande que el radio solar, equivalente a 2,8 UA; si ocupara el lugar de nuestro Sol, las órbitas de los cuatro primeros planetas —la Tierra inclusive— estarían contenidas dentro de la propia estrella.
X Pavonis se encuentra en la rama asintótica gigante, periodo de la evolución estelar que experimentan las estrellas de masa intermedia al concluir sus vidas; T Ceti, RX Bootis y EP Aquarii son ejemplos de estrellas en esta fase evolutiva.
X Pavonis pierde masa estelar a razón de 7,3 × 10-7 masas solares por año, un valor discreto para una estrella de sus características.
Es una variable semirregular de tipo SRB cuyo brillo en banda B varía entre magnitud +9,2 y +11,1 a lo largo de un período de 119,19 días.